# Kvarteret Munken

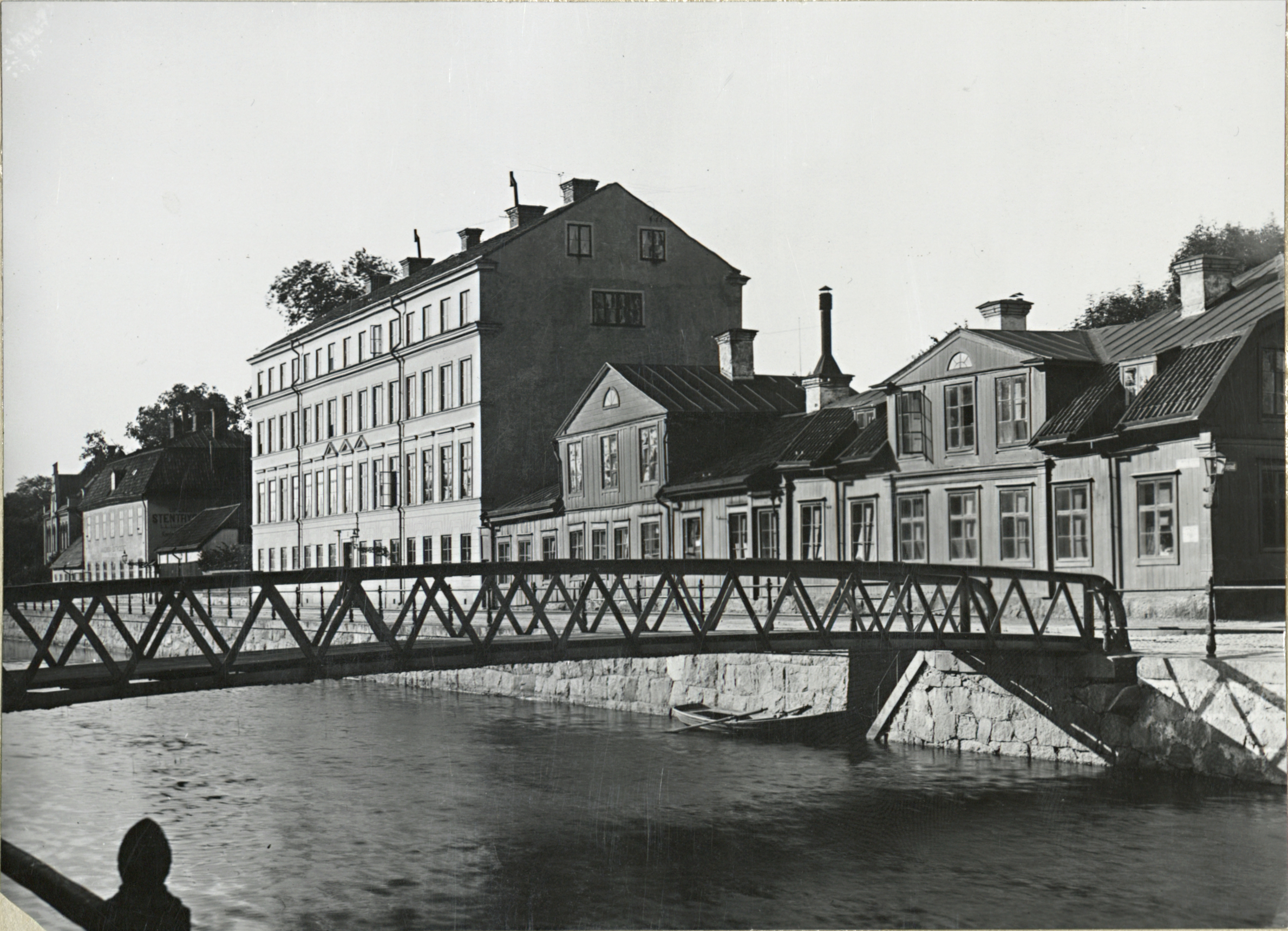
Kvarteret Munken, 1901, sett från Östra Ågatan.

Kvarteret Munken är ett kvarter och byggnadsminne i centrala Uppsala. Kvarteret gränsar i norr mot Slottsgränden, i öst mot Västra Strandgatan och Fyrisån, i söder mot Munkgatan och i väster mot Trädgårdsgatan. Byggnaderna i kvarteret är uppförda mellan 1700- och tidigt 1900-tal och har alla använts inom den medicinska forskningen vid Uppsala universitet. Byggnaderna ägs idag av Uppsala Akademiförvaltning.
Kvarteret har utsetts till byggnadsminne på grund av sina varierande arkitektoniska stilar, att det ger en helhetsbild av stadens förändringar under 200 år, att det är en av Uppsala universitets äldsta miljöer, samt för sina kopplingar till de historiskt framträdande vetenskapsmännen Carl Wilhelm Scheele och Torbern Bergman.
Byggnaderna har tidigare använts av Psykologiska institutionen vid Uppsala universitet. Sedan 2016 huserar Juridiska fakulteten vid Uppsala universitet i Histologen och gamla Chemicum. I lokalerna verkar också Institutet för  bostads- och urbanforskning.

## Byggnader
Byggnaderna i kvarteret är:
- Laboratorium Chemicum, uppfört 1753.
- Anatomicum, uppfört 1850.
- Patologen, uppfört 1867.
- Histologen, uppfört 1932.